# 田所健太郎
田所 健太郎（たどころ けんたろう、1971年〈昭和46年〉7月8日 - ）は、日本のフリーラジオディレクター。東京都出身、神奈川県在住。父は俳優の渥美清。

## 経歴
名前は、渥美清の兄の「健一郎」から一字を取った。
立教高等学校（現在の立教新座高等学校）、立教大学経済学部卒業後、1994年4月ニッポン放送入社。大学在学中は放送研究会に所属。
同期入社の垣花正アナウンサーによると、ニッポン放送やフジテレビを含めたフジサンケイグループの入社式には新入社員の親を同席させる習慣があり、その入社式に田所の父親である渥美が来ていて驚いたという。別の資料によると、履歴書の父親欄には「田所康雄。職業・俳優」とだけ書いたので「時代劇の斬られ役だろうと」と面接官は思っていた。
当時のニッポン放送には仕事場を見学する「父兄参観日」という行事があり、渥美本人が来局したため日ごろ芸能人が出入りする局内も大騒動になった。このため社内用の記録を残そうと、製作スタッフがコメント取材を申し込んだが、「(渥美清としてのコメントなら)窓口の松竹を通してください」と断ったという。
ニッポン放送では編成局制作部のディレクターとして活躍。1996年12月に当時ニッポン放送アナウンサーの山岡和美（プロダクション洒落所属を経てフリー）と結婚。1999年7月に営業への人事異動を嫌い退社、現在はフリーディレクターとしてアニラジを中心に活動している。
渥美が生前一切の私生活を秘匿していたため、長男であることをニッポン放送の社外に公表したのは渥美の死後である。

## 出演番組
- オールナイトニッポンディレクターズ（神田比呂志と田所健太郎）のオールナイトニッポン（1997年11月放送）
- LF+Rディレクターズカット（月曜@llnightnippon.com26:00 - 26:30、1999年3月30日 - 6月）
  - 前週の一番面白かったパーソナリティのトークと、AM波では珍しいフルコーラスの楽曲、神田比呂志と田所のトークで構成。田所退社の為3ヶ月で打ち切り。

## 担当番組
- (有)チェリーベル
- 水樹奈々 スマイルギャング
- 國府田マリ子のGM
- スウィートジャンクション
- やまだひさしのラジアンリミテッドDX（水曜日）
- 大塚エンタテインメント（bayfm、2003年4月 - 2005年9月、ケツメイシのRyojiが社長役のDJ）

### ニッポン放送時代の担当番組
- 高田文夫のラジオビバリー昼ズ
- 伊集院光のOh!デカナイト
- U-turnのオールナイトニッポン(AD)
- ゲルゲットショッキングセンター
- 岩男潤子と荘口彰久のスーパーアニメガヒットTOP10
- 猿岩石のオールナイトニッポン
- T.M.Revolution西川貴教のオールナイトニッポン Music Revolution(AD)
- つんくのオールナイトニッポン
- YUKIのオールナイトニッポン（1部のみ）

他多数